# 瑪麗·梅納德·達利
瑪麗·梅納德·達利（Marie Maynard Daly, 1921年4月16日—2003年10月28日）是美國生物化學家。是美國第一位取得化學博士學位的非裔女性（於1947年在哥伦比亚大学取得學位）。瑪麗在四個研究領域有重要的成就：組織蛋白化學、蛋白質生物合成、膽固醇和高血壓之間的關係，以及肌肉細胞攝取肌酸的機制。
瑪麗的父親伊万·C·戴利（Ivan C. Daly）是來自英屬西印度群島的移民，在郵局工作，後來和华盛顿哥伦比亚特区的海倫·佩奇（Helen Page）結婚。他們婚後住在纽约，瑪麗在皇后區可樂娜出生，也在那裡成長。她常常去华盛顿探望外祖父母，也可以閱讀外祖母大量藏書中，有關科學家以及其成就的書藉。她特別感興趣的是保羅·德·克魯夫的《The Microbe Hunters》，她也因為這本書而決定成為化學家。
瑪麗對科學的興趣也受到她父親的影響，父親曾經在康奈尔大学就讀，希望成為化學家，但因為缺乏經費而沒有完成學業。瑪麗繼續她父親希望成為化學家的志向。幾年之後，她為了紀念她父親在皇后學院設置了獎學金，幫助少數族群的學生讀物理系或化學系。